# Dobšice u Žehuně
Dobšice (deutsch Dobschitz) ist eine Gemeinde in Tschechien. Sie liegt elf Kilometer östlich von Poděbrady und gehört zum Okres Nymburk.

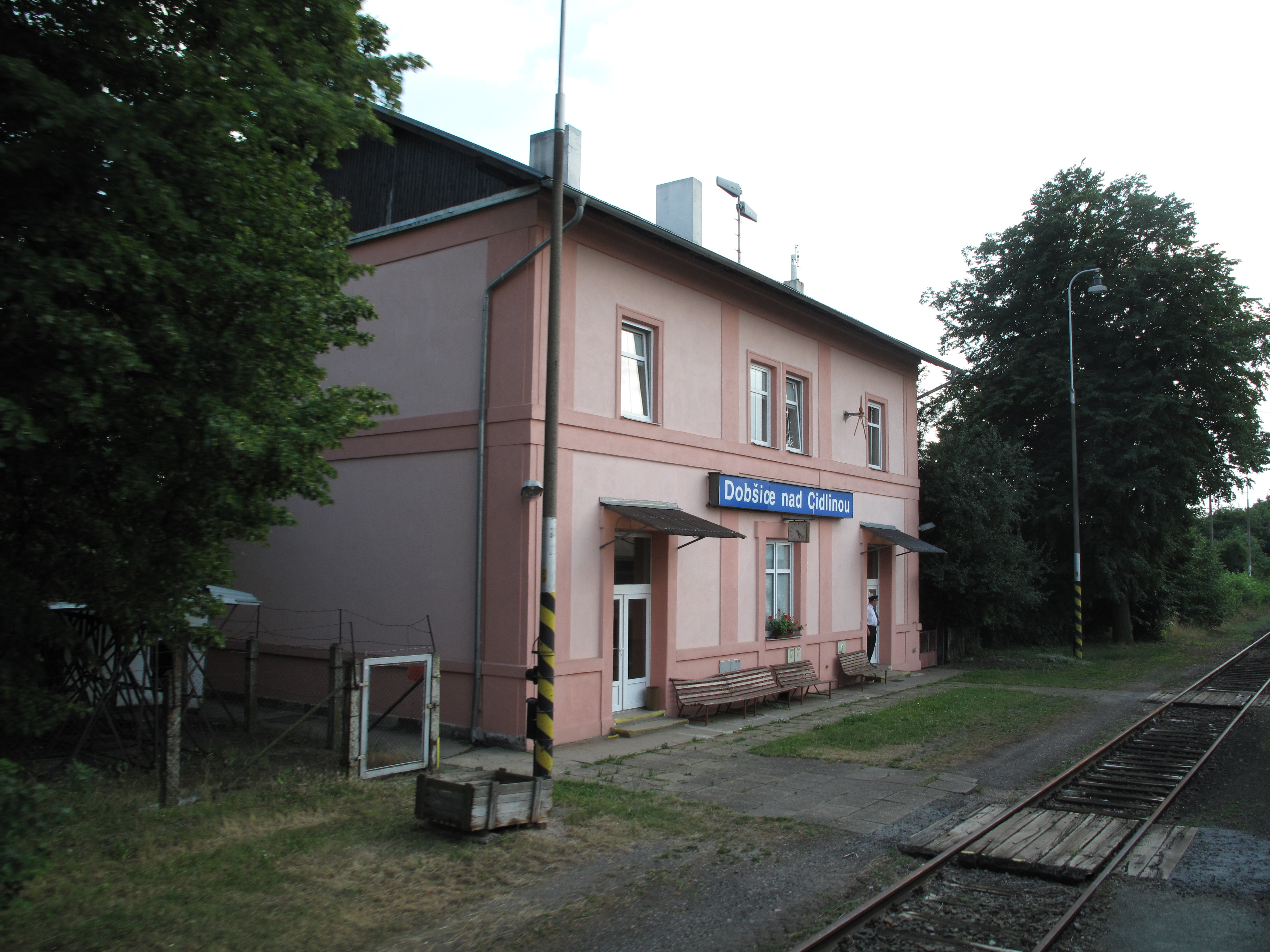
Bahnhof von Dobšice

## Geographie
Dobšice befindet sich linksseitig der Cidlina gegenüber der Einmündung des Milešovický potok und des Überlaufgrabens des Žehuňský rybník auf der Ostböhmischen Tafel. Nordöstlich liegt der Teich Žehuňský rybník, im Südosten erhebt sich die Kozí hůra (272 m). Im Norden verläuft die Bahnstrecke Velký Osek–Trutnov, in Libněves liegt die Bahnstation Dobšice nad Cidlinou. Einen Kilometer südlich wird das Dorf von der Autobahn D 11/Europastraße 67 umfahren, dort befindet sich die Abfahrt 50 Žehuň.
Nachbarorte sind Hradčany und Báň im Norden, Stará Báň im Nordosten, Žehuň im Osten, Dománovice und Polní Chrčice im Südosten, Hájky und Jestřabí Lhota im Süden, Sány im Südwesten, Opolánky und Badra im Westen sowie Libněves im Nordwesten.

## Geschichte
Zwischen dem 4. und 3. Jahrhundert v. Chr. war die Gegend keltisch besiedelt. Westlich des Dorfes wurde 1899 in einer Sandgrube eine fünfreihige keltische Grabstätte mit 13 Skeletten aufgefunden.
Die erste schriftliche Erwähnung als villa Dobrczycz erfolgte 1374 im ältesten Urbar der Rosenberger Besitzungen. Zu Beginn des 15. Jahrhunderts ist in Dobšice eine Feste nachweisbar, die der Sitz des Jan Kyjata von Zásada war. Ihm folgte ab 1430 Jan von Hostice.
Nach der Aufhebung der Patrimonialherrschaften bildete Dobčice ab 1850 mit dem Ortsteil Libněves eine Gemeinde im Bezirk Poděbrady. Im Jahre 1903 wurde die Straße nach Žehuň gebaut. Seit 1920 trägt der Ort den Namen Dobšice. 1924 entstand der Friedhof. Zum 1. Januar 1961 kam die Gemeinde zum Okres Nymburk. 1988 entstand eine neue Brücke über die Cidlina.

## Gemeindegliederung
Für die Gemeinde Dobšice sind keine Ortsteile ausgewiesen. Zu Dobšice gehört die rechtsseitig der Cidlina gelegene Ortschaft Libněves (Libniowes).

## Sehenswürdigkeiten
- Passionskreuz des hl. Peter und Paul, errichtet 1868
- Denkmal für die Gefallenen beider Weltkriege aus dem Jahre 1948
- Kinderspielplatz in Form eines keltischen Skanzen, errichtet 2008 mit Unterstützung von TPCA.

## Persönlichkeiten

### Söhne und Töchter der Gemeinde
- Joseph Ratili, eigentlich Josef Navrátil (1840–1912), georgischer Tenor tschechischer Herkunft
- Zdeněk Pohl (1904–1986), Automobilrennfahrer (Bugatti)

### In der Gemeinde lebten und wirkten
- Václav Ježek, der erfolgreiche Querfeldeinfahrer wuchs in Dobšice auf